# Петренко, Яков Михайлович
Я́ков Миха́йлович Петре́нко (24 октября [5 ноября] 1884 — 29 июня 1942, Париж) — участник Белого движения, полковник Корниловской артиллерийской бригады.

## Биография
Сын капитана. Уроженец Херсонской губернии.
Окончил Сибирский кадетский корпус (1902) и Михайловское артиллерийское училище (1905), откуда выпущен был подпоручиком в 3-ю гренадерскую артиллерийскую бригаду.
25 июля 1906 года переведён в 8-ю Восточно-Сибирскую горную батарею, а 12 января 1907 года — в 6-ю Восточно-Сибирскую стрелковую артиллерийскую бригаду. Произведён в поручики 11 сентября 1907 года. 18 августа 1910 года переведен в 5-й Туркестанский стрелковый артиллерийский дивизион. Произведён в штабс-капитаны 31 августа 1911 года.
В Первую мировую войну вступил в составе 5-го Туркестанского стрелкового артиллерийского дивизиона. Произведён в капитаны 13 июля 1916 года «за выслугу лет». 27 января 1917 года переведен в 3-й Кавказский отдельный артиллерийский дивизион. К концу войны — полковник.
В Гражданскую войну участвовал в Белом движении на Юге России. Служил в 1-й артиллерийской бригаде в составе Добровольческой армии и Вооруженных сил Юга России, в июле 1919 — командир взвода. 22 июля 1919 года назначен командиром 5-й батареи 1-й артиллерийской бригады. После переформирования 1-й пехотной дивизии был назначен командиром 5-й батареи Корниловской артиллерийской бригады, каковую должность занимал и в Русской армии в Крыму. Отличился в Северной Таврии. Был награждён орденом Св. Николая Чудотворца
За то, что в боях с 25 по 30 мая 1920 года за прорыв Перекопских позиций противника, неоднократно выезжал со своей батареей на ружейный выстрел, опрокидывал пехоту и конницу противника, причем сам, презирая явную опасность, занимал наблюдательный пункт впереди своих цепей и не оставлял его, несмотря на сильный огонь и угрозу конной атаки противника и продолжал руководить огнем своей батареи, не взирая на полученную контузию.
Состоял членом Орденской Николаевской думы. Галлиполиец. Осенью 1925 года — в составе Корниловского артиллерийского дивизиона в Болгарии.
В эмиграции во Франции. Состоял членом Общества офицеров-артиллеристов, возглавлял группу Корниловской артиллерийской бригады во Франции (в Клиши). Умер в 1942 году в Париже. Похоронен на кладбище Сент-Женевьев-де-Буа. Был женат.

## Награды
- Орден Святой Анны 4-й ст. с надписью «за храбрость» (ПАФ 4.03.1917)
- Орден Святителя Николая Чудотворца (Приказ ВСЮР, № 167, 11 июля 1920)
- старшинство в чине штабс-капитана с 10 августа 1910 года (ВП 21.06.1916)
- старшинство в чине капитана с 10 августа 1913 года (ВП 15.12.1916)